# José Luis Abajo
Pour les articles homonymes, voir Abajo.
José Luis Abajo Gómez, né le 22 juin 1978 à Madrid, est un escrimeur espagnol, pratiquant l'épée.

## Palmarès
- Jeux olympiques d'été
  -  Médaille de bronze en individuel à Pékin, (Chine) en 2008
- Championnats d'Europe d'escrime
  -  médaille d'argent par équipe Funchal (Portugal) en 2009
  -  medaille d'argent par équipe Strasbourg (France) en 2014
- Championnats du monde d'escrime
  -  médaille d'argent par équipe à Turin (Italie) en 2006
  -  médaille de bronze en individuel à Antalya (Turquie) en 2000